# Atletica leggera ai Giochi della XXVI Olimpiade - 1500 metri piani maschili

Video della Finale

I 1500 metri piani hanno fatto parte del programma di atletica leggera maschile ai Giochi della XXVI Olimpiade. La competizione si è svolta nei giorni 29 luglio-3 agosto 1996 allo Stadio Olimpico del Centenario di Atlanta.

## Presenze ed assenze dei campioni in carica
| Competizione         | Atleta             | Prestazione | Atlanta 1996 |
| -------------------- | ------------------ | ----------- | ------------ |
| Olimpiadi 1992       | Fermín Cacho       | 3'40”12     | Presente     |
| Commonwealth 1994    | Reuben Chesang     | 3'36”70     | Non qual.    |
| Europei 1994         | Fermín Cacho       | 3'35”27     | Presente     |
| Coppa del mondo 1994 | Noureddine Morceli | 3'34”70     | Presente     |
| Asiatici 1994        | Mohamed Suleiman   | 3'40”00     | Presente     |
| Panamericani 1995    | Joaquim Cruz       | 3'40”26     | Presente     |
| Africani 1995        | Vincent Malakwen   | 3'40”11     | Non qual.    |
| Mondiali 1995        | Noureddine Morceli | 3'33”73     | Presente     |
|                      |                    |             |              |
| Mondiali junior 1992 | Atoi Boru          | 3'37”94     | Non qual.    |

1. ↑  Sotto la bandiera del Marocco.

## La gara
Noureddine Morceli e Fermín Cacho si incontrano nella prima semifinale. Vince il primatista mondiale in 3'32"88, il tempo più veloce mai corso in un turno eliminatorio, a soli 35 centesimi dal record olimpico. Nella seconda serie prevale il talento emergente, il marocchino Hicham el Guerrouj, in 3'35"29.

In finale si attende uno scontro tra i due favoriti africani, con il campione uscente Cacho nel ruolo di terzo incomodo.

La finale è una gara tattica, in cui i migliori si controllano l'un altro. Ne fa le spese Guerrouj che, quando manca un giro ed è in seconda posizione, tocca da dietro Morceli, inciampa e cade perdendo ogni possibilità di medaglia. Gli altri devono scartarlo bruscamente e perdono il ritmo. L'unico che ne può approfittare è Morceli, che lancia la volata e va a vincere l'oro.
Quella di Morceli è la 54ª vittoria su 1500/miglio dal 1992.

## Risultati

### Turni eliminatori
| 5 Batterie   | 29 luglio | 56 partenti    | Si qualificano i primi 4 + i 4 migliori tempi. |
| 2 Semifinali | 31 luglio | 12 + 12        | Si qualificano i primi 5 + i 2 migliori tempi. |
| Finale       | 3 agosto  | 12 concorrenti |                                                |

### Finale
| Primatista mondiale   | 3'27"37 1995 | Noureddine Morceli | Presente |
| Primatista stagionale | 3'29"50      | Noureddine Morceli | Presente |

1. ↑  Stabilito il 28 giugno.

| Pos | Paese       | Atleta             | Tempo   |
| --- | ----------- | ------------------ | ------- |
|     | Algeria     | Noureddine Morceli | 3'35"78 |
|     | Spagna      | Fermín Cacho       | 3'36"40 |
|     | Kenya       | Stephen Kipkorir   | 3'36"72 |
| 4   | Kenya       | Laban Rotich       | 3'37"39 |
| 5   | Kenya       | William Tanui      | 3'37"42 |
| 6   | Somalia     | Abdi Bile          | 3'38"03 |
| 7   | Paesi Bassi | Marko Koers        | 3'38"18 |
| 8   | Tunisia     | Ali Hakimi         | 3'38"19 |